# Edmund Oses
Edmund Oses (ur. 7 września 1934 w Kaźmierzu, zm. 8 maja 2020) – polski pedagog specjalny, tyflopedagog, działacz turystyczny i regionalny. Odznaczony Orderem Uśmiechu.

## Życiorys
Ukończył poznańską Akademię Wychowania Fizycznego (specjalność: rehabilitacja). Od 1958 był nauczycielem w Ośrodku Szkolno-Wychowawczym dla Dzieci Niewidomych w Owińskach. Od 1968 do 1981 pracował w administracji szkolnej zajmując się opieką nad dzieckiem i szkolnictwem specjalnym. Od 1981 do 1989 był dyrektorem owińskiego ośrodka, który znacząco rozbudował pod względem infrastrukturalnym. Zmarł 8 maja 2020 roku.

## Metody pracy
Podczas pracy w Owińskach wprowadzał z dziećmi niewidomymi nowatorskie w skali krajowej i międzynarodowej metody usprawniania oraz rehabilitacji wzroku dzieci niewidomych (turystyka, taniec, atletyka, turnusy usprawniające, a nawet budowa toru saneczkowego, czy założenie koła PTTK). Uważał, że bardzo ważny w pracy z dziećmi niewidzącymi jest kontakt z terenem i zadania terenowe, podbudowujące orientację, odwagę i ogólny rozwój. W 1966 Koło PTTK z Owińsk zostało uznane jako najlepsze spośród szkół specjalnych w Polsce. Wprowadzał formy turystyki górskiej, m.in. w 1965 zdobył z dziećmi zimą szczyt Pusta Wielka (1061 m n.p.m.) w Beskidzie Sądeckim, co było na owe czasy dużym osiągnięciem. Swoje działania referował w 1968 w Centrum Rehabilitacji Niewidomych w Paryżu, w ramach delegacji ministerialnej. Uznano je wówczas za prekursorskie w skali światowej. Od 1959 rozwijał z powodzeniem wśród dzieci niewidomych drużyny harcerskie.

## Publikacje
Łącznie opublikował 30 artykułów specjalistycznych i trzy książki. Bliżej nieba z 1997 (wspomnienia z pracy z dziećmi niewidomymi), jako pierwsza w kraju, wydana została dla niewidomych syntetycznym symulatorem głosu. Łzy niedowidzenia (2005, nagroda Ministerstwa Oświaty) wydano pismem punktowym. Do jego twórczości regionalnej należą: tomik wierszy Pokłon tej ziemi, tomik wspomnień W cieniu kaźmierskiego kościoła oraz książka pisana gwarą szamotulską Kaźmiyrskie ściyżki.

## Odznaczenia
Odznaczony Krzyżem Kawalerskim Orderu Odrodzenia Polski, medalem KEN, Orderem Uśmiechu (pierwszy na świecie na wniosek dzieci niewidomych i pierwszy na świecie napisany pismem punktowym), medalem Labor Omnia Vincit, medalem Dobry Samarytanin, Złotą Odznaką Polskiego Związku Niewidomych i Nagrodą Specjalną Ministra Kultury i Dziedzictwa Narodowego.